# Кагуя (миша)
Ка́гуя — хатня миша, народжена від двох матерів у квітні 2004. Японські вчені назвали її на честь героїні японського епосу — місячної принцеси на ім'я Кагуя, яку знайшли в стеблі бамбука. До її народження фахівці були впевнені, що у ссавців це неможливо через геномний імпринтинг, який вимагає, щоб у ДНК були присутні і чоловічі, і жіночі гени. Без чоловічих генів неможливий нормальний розвиток плаценти.

## Процес партеногенезу
Для отримання партеногенетичного зародка група дослідників Токійського сільськогосподарського університету під керівництвом Томохіро Коно використала яйцеклітини двох мишей — нормальної і мутантної. У геномі модифікованої яйцеклітини був відсутній фрагмент ДНК, який прирікав два гени на вимкнення через материнський імпринтинг. До того ж ця яйцеклітина була добута з яєчників новонародженої самиці, для яких заборони імпринтингу діють ще не повною мірою. За допомогою таких маніпуляцій отримано дві (з 457) повноцінні диплоїдні яйцеклітини.

### Не клон
Кагуя не є клонованою твариною, тому що для її створення використано клітини двох материнських особин. Саме дослідження спрямоване на вивчення процесу партеногенез: «Метою нашого дослідження було з'ясування того, чому для розвитку ссавців потрібні і сперма, і яйцеклітина» — сказав Коно.

## Тривалість життя
Кагуя прожила 793 дні, тоді як тривалість життя звичайних мишей становить 600—700 днів. 
Згодом та ж група дослідників вивела ще 13 «біматернальних» мишей, які пережили звичайних родичів, за ідентичних умов утримання, в середньому на 186 днів — приблизно на 30 відсотків. Як зазначили вчені у своїй публікації в журналі Human Reproduction (лютий 2010), всі отримані самиці мишей, порівняно з нормальними, що володіли як «материнським», так і «батьківським» генним матеріалом, мали значно менші розміри і вагу. Імовірно, певні чоловічі гени збільшують потенціал росту організму нащадка, скорочуючи при цьому його життя.
Згодом Кагуя — за участю самця — народила потомство.